# Claude-François-Xavier Millot
Claude-François-Xavier Millot (* 5. März 1726 in Ornans, heutiges Département Doubs; † 20. März 1785 in Paris) war ein französischer Kleriker und Historiker.

## Leben
Millot erhielt seine Ausbildung an einer von Jesuiten geleiteten Schule und nach dem obligaten Noviziat trat er der Societas Jesu bei. Später unterrichtete er an mehreren Ordensschulen, u. a. auch in Lyon, wo er als Dozent für Beredsamkeit wirkte.
1757 veröffentlichte Millot eine Eloge auf Montesquieu (1689–1755) und musste daraufhin seinen Orden verlassen. Der Erzbischof von Lyon, Antoine de Montazet (1713–1788), holte ihn deshalb nach Lyon und berief ihn zu seinem Vikar.
Mehr Historiker als Kleriker veröffentlichte Millot in den nächsten Jahren einige historische Werke, mit denen er die Aufmerksamkeit von Guillaume Du Tillot (Minister des Herzogtums Parma) erregte. Dieser holte ihn an das von ihm gegründete Collège de la noblesse nach Parma. Dort wirkte er einige Zeit als Dozent für Geschichte.
Später kehrte Millot nach Frankreich zurück und ließ sich in Paris nieder. Am 4. Dezember 1777 ernannte ihn die Académie française zum Nachfolger des verstorbenen Schriftstellers Jean-Baptiste Louis Gresset (1709–1777) auf Fauteuil 5 (Sitz 5). Der Enzyklopädist André Morellet (1727–1819) folgte ihm 1785 auf diesem Platz nach.
1778 berief man Millot zum Präzeptor (Hauslehrer) von Louis, Duc d’Enghien (1772–1804). Nachdem er dieses Amt nach einigen Jahren wieder niedergelegt hatte, zog sich Millot ins Privatleben zurück. Er starb 14 Tage nach seinem 58. Geburtstag am 20. März 1785 in Paris und fand dort auch seine letzte Ruhestätte.

## Zitat
Anlässlich von Millots Aufnahme in die Académie française prägte d’Alembert das Bonmot „Millot hat nichts von einem Priester an sich als das Kleid“.

## Werke (Auswahl)
- Éléments de l’histoire de France, depuis Clovis jusqu'à Louis XV. Paris 1767/69.
- Éléments de l’histoire d’Angleterre, depuis son origine sous les Roumains jusqu’au regne de George II. Durand, Paris 1769 (3 Bde. in 12 Teilen).
- Éléments d’histoire génerale ancienne et moderne. Paris 1772/83.
- Histoire littéraire des troubadours. Paris 1774.
- Mémoires politiques et militaires pour servir à l’histoire de Louis XIV. et de Louis XVI. Paris 1777.
- Des Herrn Abts Millot, Mitgliedes der Academie zu Lyon, allgemeine Weltgeschichte alter, mittlerer und neuer Zeiten – Fortgesetzt bis auf unsere Zeit von Wilhelm Ernst Christiani und Freyherrn von Hormayer. 38 Teile in 19 Bänden, Glücksstaad, im Bureau der fremden Kulturen, 1822 ff. (Erste deutsche Auflage: Wien, Gräffer & Härter 1813–1819).